# Heckelberg-Brunow
Heckelberg-Brunow è un comune di 726 abitanti del Brandeburgo, in Germania.

Appartiene al circondario del Märkisch-Oderland (targa MOL) ed è parte della comunità amministrativa (Amt) Falkenberg-Höhe.

## Storia
Il comune di Heckelberg-Brunow venne creato il 31 dicembre 2001 dalla fusione dei comuni di Brunow e di Heckelberg.

## Geografia antropica

### Suddivisioni amministrative
Il territorio comunale comprende 2 centri abitati (Ortsteil), corrispondenti ai vecchi comuni uniti:
- Brunow
- Heckelberg